# Wiktor Ossipowitsch Pissarenko
Wiktor Ossipowitsch Pissarenko (russisch Виктор Осипович Писаренко; * 1897 im Gouvernement Witebsk; † 9. September 1931 in Brjansk) war ein russisch-sowjetischer Testpilot und Flugzeugbauer.

## Leben
Pissarenko, Sohn eines Eisenbahnarbeiters, schloss 1915 Techniker-Kurse ab und trat als Einjährig-Freiwilliger in das Telegrafenbataillon ein.
Nach der Oktoberrevolution trat Pissarenko als Freiwilliger in eine Fliegerabteilung der Roten Armee ein, in der er zunächst als Motorradfahrer und als Mechaniker arbeitete. 1920 wurde er Mitglied der KPdSU und erhielt den Titel Flugbeobachter. Er nahm am Russischen Bürgerkrieg in den verschiedenen Fronten teil. Nach Flugbeobachter-Kursen kam er 1921 zur 13. Kasaner Abteilung und nahm unter dem Kommando des Piloten Pjotr Christoforowitsch Mescheraup an den Kämpfen der Nordfront teil.
1922 begann Pissarenko die Pilotenausbildung an der Flugschule Katscha im Rajon Nachimow der Stadt Sewastopol. Nach einem Jahr schloss er die Ausbildung mit so guten Leistungen ab, dass er als Fluglehrer dort blieb. 1923 konstruierte und baute er in den Werkstätten der Flugschule sein erstes Flugzeug WOP-1. Am 27. November 1923 stieg er mit der WOP-1 zum Erstflug auf und führte dann die Testflüge durch. Er wurde Abteilungskommandeur. Dann wechselte er zur Flugschule Serpuchow, wo er Ausbilder für Schießen und Bombardieren war. 1925 baute er die Pissarenko-T, eine eigene Konstruktion, die er dann selbst erprobte.
Darauf wurde Pissarenko auf eigenen Wunsch vom Chef der Luftstreitkräfte der Sowjetunion (WWS) Pjotr Ionowitsch Baranow für Flugerprobungen in das Forschungsinstitut der WWS versetzt. Vom 27. Juli bis zum 9. August 1926 führte er mit dem Flugbeobachter Boris Wassiljewitsch Sterligow einen Langstreckenflug Moskau-Charkow-Rostow am Don-Sewastopol-Kiew-Moskau durch. Am 21. Juli 1929 flog Pissarenko mit einer Polikarpow R-5 nonstop in 5 Stunden und 30 Minuten von Moskau nach Sewastopol. Er erprobte die Tupolew I-4 (1927), die Heinkel HD 37 (1928), die Polikarpow R-5 (1929) und die Tupolew R-7 (1930).
Ab September 1930 arbeitete Pissarenko in der Fluginspektion der WWS. Am 9. September 1931 unternahmen Pissarenko und Mescheraup mit einer Polikarpow R-5 einen Inspektionsflug bei sehr schlechtem Wetter. Bei Brjansk im Nebel streifte das Flugzeug Baumwipfel, was zum Absturz und Tod der Piloten führte.